# Fortune (Album)
Fortune (englisch für Vermögen) ist das fünfte Studioalbum des US-amerikanischen Musikers Chris Brown, das im Juni 2012 erschien.

## Entstehung und Veröffentlichung
Die Erstveröffentlichung von Fortune erfolgte am 29. Juni 2012 bei RCA Records. Das Album erschien in seiner Originalausführung als CD und Download mit 14 Titeln (Katalognummer: 88691960552). Am gleichen Tag erschien eine Deluxeversion mit 5 Bonustiteln (Katalognummer: 88691960602). Fortune erschien eineinhalb Jahre nach seinem Vorgänger F.A.M.E. (März 2011), welches Brown ursprünglich als Doppelalbum geplant hatte. Das Label sah mit einer zweiteiligen Veröffentlichung aber eine größere Vermarktbarkeit.
Geschrieben und produziert wurden die Lieder von verschiedenen, wechselnden Autoren und Produzenten. Chris Brown selbst war beim Schreibprozess aller Lieder beteiligt. Die Instrumente wurden von Greg Curtis (Keyboard) und Alex Delicata (E-Gitarre) gespielt. Georgia Reign, Adonis Shropshire, Amber Streeter und Dewaine Whitmore, Jr. wurden als Begleitsänger engagiert.

## Artwork
Auf dem Albumcover ist Chris Brown in blauer Kleidung vor einer blauen Wand zu sehen. Auf der Wand sind verschiedene Zeichen zu sehen. Auch der Albumtitel Fortune ist in einer Zeichenfolge abgebildet: . Diese Zeichenfolge nennt er „Seine Sprache.“ Jeder Buchstabe ist hier in Form eines Zeichens verschlüsselt.

## Titelliste
1. Turn Up The Music – 3:48
2. Bassline – 3:59
3. Till I Die – 3:56 (feat. Big Sean & Wiz Khalifa)
4. Mirage – 4:17 (feat. Nas)
5. Don’t Judge Me – 4:00
6. 2012 – 4:08
7. Biggest Fan – 3:59
8. Sweet Love – 3:20
9. Strip – 2:47 (feat. Kevin McCall)
10. Stuck on Stupid – 3:58
11. 4 Years Old – 3:49
12. Party Hard / Cadillac (Interlude) – 5:14 (feat. Sevyn)
13. Don’t Wake Me Up – 3:42
14. Trumpet Lights – 3:47 (feat. Sabrina Antoinette)

Bonustitel
1. Tell Somebody – 4:04
2. Free Run – 4:01
3. Remember My Name – 3:39	 (feat. Sevyn)
4. Wait for You – 3:38
5. Touch Me – 3:37 (feat. Sevyn)

## Rezensionen
Hermione Hoby hörte das Album für den britischen Observer, vergab  und urteilte:
„Sogar ein außergewöhnlich großartiges Album könnte Browns Vergangenheit nicht verblassen lassen. Und das ist kein großartiges Album.“

## Kommerzieller Erfolg

### Chartplatzierungen
| ChartsChartplatzierungen       | Höchstplatzierung | Wochen |
| ------------------------------ | ----------------- | ------ |
| Deutschland (GfK)              | 13 (5 Wo.)        | 5      |
| Österreich (Ö3)                | 28 (2 Wo.)        | 2      |
| Schweiz (IFPI)                 | 10 (9 Wo.)        | 9      |
| Vereinigte Staaten (Billboard) | 1 (31 Wo.)        | 31     |
| Vereinigtes Königreich (OCC)   | 1 (12 Wo.)        | 12     |

| ChartsJahrescharts (2012)      | Platzierung |
| ------------------------------ | ----------- |
| Vereinigte Staaten (Billboard) | 77          |

### Auszeichnungen für Musikverkäufe
| Land/Region                  | Auszeichnungen für Musikverkäufe (Land/Region, Auszeichnung, Verkäufe) | Verkäufe  |
| ---------------------------- | ---------------------------------------------------------------------- | --------- |
| Australien (ARIA)            | Gold                                                                   | 35.000    |
| Neuseeland (RMNZ)            | Platin                                                                 | 15.000    |
| Schweden (IFPI)              | Gold                                                                   | 20.000    |
| Südafrika (RISA)             | Platin                                                                 | 50.000    |
| Vereinigte Staaten (RIAA)    | Platin                                                                 | 1.000.000 |
| Vereinigtes Königreich (BPI) | Gold                                                                   | 100.000   |
| Insgesamt                    | 3× Gold · 3× Platin ·                                                  | 1.220.000 |

Hauptartikel: Chris Brown (Sänger)/Auszeichnungen für Musikverkäufe